# Casspir

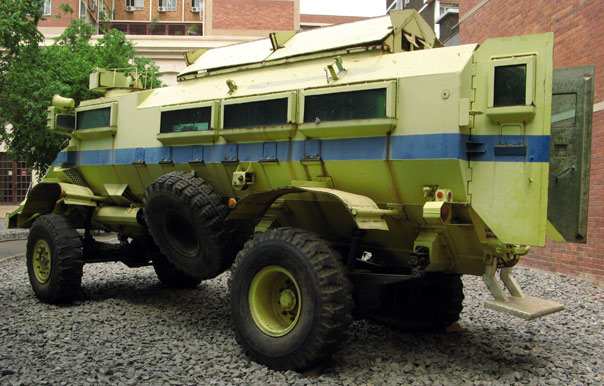

Casspir — минозащищённый бронетранспортёр производства ЮАР.

## Описание
Бронетранспортёр имеет колёсный ход с полным приводом (4 × 4). Экипаж состоит из 2 человек; машина способна также взять на борт 12 солдат, включая их вооружение и оснащение. Пассивная защита от мин заложена в особой конструкции бронетранспортёра. Кабина водителя и мотор его расположены столь высоко, что поражение водителя или гибель солдат при подрыве заряда под машиной практически исключены. Способен пересекать ямы и канавы шириной вплоть до 1 метра. В средней части машины создана V-образная обтекающая защитная панель для предохранения солдат при взрывах по бокам от машины. Броня надёжно защищает экипаж как от минных осколков, так и от поражения ручным огнестрельным оружием.
Особым преимуществом Casspir’a является его особая минозащищённость (степень 3) и относительная простота ремонта в полевых условиях. Всё это делает его привлекательным не только для вооружённых сил различных стран, но и для международных организаций, участвующих в проведении гуманитарных акций.
Casspir используется уже более 20 лет и ранее успешно применялся в военных действиях (ЮАР и Намибия). Разработан фирмой Виккерс.

## Модификации
- Casspir Mk. 1
- Casspir Mk. 2
- Casspir Mk. 2C (I)
- Casspir Mk. 3 — с 6-цилиндровым турбодизелем ADE-352T, мощностью 170 л.с.
- Casspir Mk. 6 Protector — модификация с колёсной формулой 6 × 6 и 4 × 4, созданная на шасси грузовика Урал-4320, оборудованная российским дизельным двигателем с турбонаддувом ЯМЗ-236НЕ2, мощностью 230 л.с. (169 кВт), и механической коробкой передач ЯМЗ-236У. Противоминная защита обеспечивает подрыв 21-кг заряда под колесом и 14-кг заряда под корпусом машины. Машина создана совместно южно-африканской компанией BAE Systems Land Systems South Africa и индийской Mahindra & Mahindra, производится на совместном предприятии Defence Land Systems India (DLSI) в Индии.[1]
- Casspir NG 2000 — модификация с трансмиссией Mercedes-Benz и дизельным двигателем с турбонаддувом Atlantis OM352A.
- Casspir NG 2000B — Casspir NG 2000 с трансмиссией 4x4 1729VX Model Euro II южноафриканской компании Powerstar и без электронных интерфейсов управления двигателем.
- Buffalo MPV — американский бронетранспортёр и боевая инженерная машина, 6 × 6-вариант, созданный на основе Casspir

## Операторы
- Ангола — заказ на 45 Casspir NG 2000B (30 бронеавтомобилей с легкой пулемётной башенкой, 4 машины огневой поддержки, с возможностью установки спаренной 23-мм пушки или безоткатного орудия, 3 командные машины, 2 санитарные машины, 2 БРЭМ, 3 ремонтные машины, 1 машину доставки дизтоплива и 1 машину доставки воды).[2]
- Бенин — 10 Casspir NG, по состоянию на 2016 год.[3]
- Индия — 165 Casspir, по состоянию на 2012 год.[4]
- Индонезия — некоторое количество, по состоянию на 2012 год[5] В 2004 году поставлено 2 бронемашины, бывшие в эксплуатации в ЮАР.[6]
- Мали — 29 Casspir, по состоянию на 2021 год[7]
- Мозамбик — 11 Casspir, по состоянию на 2016 год[8]
- Намибия — 20 Casspir, по состоянию на 2012 год.[9]
- Непал — 90 Casspir, по состоянию на 2016 год.[10]
- Сенегал — 8 Casspir, по состоянию на 2012 год.[11]
- Сомали — более 9 Casspir, по состоянию на 2016 год.[12]
- Уганда — 42 Casspir, по состоянию на 2016 год.[13]
- ЮАР — 370 Casspir, по состоянию на 2012 год.[14]